# Örkény
Örkény là một thành phố thuộc hạt Pest, Hungary. Thành phố này có diện tích 36,44 km², dân số năm 2010 là 4901 người, mật độ 134 người/km².